# Leandro N. Alem (município)
Leandro N. Alem (partido) é um partido (município) da província de Buenos Aires, na Argentina. Possuía, de acordo com estimativa de 2019, 17.396 habitantes.